# Élections législatives néo-zélandaises de 1972
Les élections législatives néo-zélandaises de 1972 ont lieu le 25 novembre 1972 pour élire 87 députés de la Chambre des représentants.

## Résultats
|                           |                            |           |       |        |               |
| Parti                     | Parti                      | Voix      | %     | Sièges | +/-           |
|                           | Parti travailliste         | 677 669   | 48,37 | 55     | 16            |
|                           | Parti national             | 581 422   | 41,50 | 32     | 13            |
|                           | Parti du crédit social     | 93 231    | 6,65  | 0      | en stagnation |
|                           | Parti des valeurs          | 27 467    | 1,96  | 0      | Nv.           |
|                           | Nouveau parti démocratique | 8 783     | 0,63  | 0      | Nv.           |
|                           | Réforme libérale           | 4 077     | 0,29  | 0      | Nv.           |
|                           | Indépendants               | 8 503     | 0,61  | 0      | en stagnation |
|                           |                            |           |       |        |               |
| Suffrages exprimés        | Suffrages exprimés         | 1 401 152 | 99,36 |        |               |
| Votes blancs et invalides | Votes blancs et invalides  | 9 088     | 0,64  |        |               |
| Total                     | Total                      | 1 410 240 | 100   | 87     | 3             |
| Abstentions               | Abstentions                | 173 016   | 10,93 |        |               |
| Inscrits / participation  | Inscrits / participation   | 1 583 256 | 89,07 |        |               |